# Kazuhito Esaki
Kazuhito Esaki (født 31. oktober 1986) er en japansk tidligere professionel fodboldspiller.
Han har spillet for flere forskellige klubber i sin karriere, herunder Kataller Toyama og Blaublitz Akita.